# Mark Lowenthal
Mark M. Lowenthal, né le 5 septembre 1948, est un chercheur, professeur et auteur américain spécialiste du renseignement, reconnu comme un expert du sujet en tant qu'ancien membre de la communauté du renseignement des États-Unis. 
Professeur attaché à la Krieger School of Arts and Sciences à l'université Johns-Hopkins à Washington DC, il a écrit cinq livres et près d'une centaine d'articles ou d'études sur le renseignement et le concept de sécurité nationale. 

## Biographie
Son ouvrage Intelligence: From Secrets to Policy (publié en 2000 et réédité pour la septième fois en 2016) est notamment devenu un standard pour introduire les étudiants à l'étude du renseignement dans le monde universitaire anglo-saxon et au-delà, et une référence de la littérature académique sur le renseignement et des intelligence studies (études du renseignement). Il est par exemple cité dans le Rapport de la Délégation parlementaire au renseignement relatif à l'activité de la délégation parlementaire au renseignement pour l'année 2014 de Jean-Jacques Urvoas.
En 2005, Mark Lowenthal s'est retiré d'une carrière prolifique au sein de la communauté du renseignement des États-Unis. Il a notamment été Assistant Director of Central Intelligence for Analysis and Production (ADCI/AP, en français sous-directeur du renseignement central pour l'analyse et la production). A ce poste, il était l'assistant et le conseiller sur les questions d'analyse et de production du renseignement auprès du DCI (Director of National Intelligence). A cette époque, le DCI était le directeur à la fois de la CIA et de la communauté américaine du renseignement, et alors le principal conseiller au renseignement du président des États-Unis. La fonction de DCI a justement été supprimée en 2005 et remplacée par celle de directeur du renseignement national, poste désormais distinct de celui de directeur de la CIA. 
Lowenthal a également travaillé au sein du Bureau of Intelligence and Research (Bureau de renseignement et de recherche) du département d'État américain, à la fois en tant que directeur de bureau (office director) et comme Deputy Assistant Secretary of State (sous-secrétaire d'État adjoint). Il a été à partir de 1995 chef du personnel de la Commission permanente du Congrès des États-Unis sur le renseignement. Il a aussi été vice-président à l'évaluation dans le National Intelligence Council (le Conseil National du Renseignement américain), ou encore spécialiste de la politique étrangère au service du recherche de la bibliothèque du Congrès.
M. Lowenthal donne chaque année depuis 2015 un cours à la Paris School of International Affairs (École d'Affaires Internationales) de Sciences Po Paris sur le renseignement américain, et intervient régulièrement dans cette école. 
Mark Lowenthal est actuellement PDG de Intelligence & Security Academy, une entreprise qui procure des services de formation et de conseil dans le domaine de la sécurité et du renseignement, basée à Arlington en Virginie.
Lowenthal est aussi connu aux États-Unis pour être apparu dans le jeu télévisé américain Jeopardy!, étant donné qu'il y est apparu quatre fois et a gagné le Tournoi des Champions du jeu de 1988. En 1992, il a co-écrit Secrets of the Jeopardy Champions, qui est vendu comme un manuel d'instruction pour ceux qui voudraient participer à ce jeu télévisé populaire.